# Счастливые номера
«Счастливые номера» (англ. Lucky Numbers) — кинофильм американского режиссёра Норы Эфрон.

## Сюжет
Расс Ричардс (Джон Траволта), ведущий прогноза погоды на местном телевидении в Гаррисберге. Он вложил деньги в бизнес со снегоходами и попал в финансовые трудности из-за необычно тёплой зимы, что может сказаться на имидже местной метеорологической знаменитости.
Ричардс и его друг Джиг (Тим Рот), владелец ночного клуба, разрабатывают мошеннический план с государственной лотереей. Подружка Ричардса Кристал (Лиза Кудроу), ведущая выпусков лотереи, у которой ещё и роман с шефом Ричардса Диком Симмонсом, выступает в качестве сообщницы. После того, как план удался, посвящённые в аферу начинают требовать свою долю.

## В ролях
- Джон Траволта — Расс Ричардс
- Лиза Кудроу — Кристал
- Тим Рот — Джиг
- Эд О’Нилл — Дик Симмонс
- Майкл Рапапорт — Дейл
- Дэрил Митчелл — детектив Чамберс
- Билл Пуллман — детектив Пэт Лейквуд
- Ричард Шифф — Джерри Грин
- Майкл Мур — Уолтер

## Награды
Золотая малина, 2001 год. Победитель в номинации «худшая мужская роль» (Джон Траволта).